# 吉川経幹
吉川 経幹（きっかわ つねまさ）は、江戸時代末期の周防国岩国領の第12代領主、のち岩国藩初代藩主。第11代領主・吉川経章の長男。岩国立藩以後の官位は従五位下、駿河守。

## 生涯

### 幕末の動乱
文政12年（1829年）9月3日、岩国領第11代領主・吉川経章の長男として生まれる。天保14年（1844年）11月19日に父・経章が死去したため、天保15年（1844年）1月14日に家督を継いだ。弘化4年（1847年）には藩校・養老館を創設する。
岩国領の領主は初代領主・吉川広家以来、本家の長州藩毛利家とは疎遠な関係にあったが、経幹はその融和に努めており、幕末の動乱の中で懸命に本家を輔け、元治元年（1864年）の第一次長州征伐では幕府との間で仲介役として奔走する。慶応2年（1866年）の第二次長州征伐でも芸州口の戦いで一時総督として功績を挙げ、幕府軍を撃退することに貢献した。
経幹は、長州征伐の折に仲介役として立ち会った長州藩と幕府・諸藩の間での交渉を『周旋記』（吉川経幹周旋記）として詳細に記録した。

### 死後に藩主となる
幕末の動乱において懸命に本家の長州藩を輔けた経幹だったが、慶応3年（1867年）3月20日に死去した。享年39（満37歳没）。
経幹の死は長州藩主・毛利敬親の命により秘匿されたため、新政府は経幹を存命と見なして慶応4年（1868年）3月13日に経幹を城主格の諸侯と認めた。これにより、江戸時代を通じて吉川氏が抱き続けた岩国藩6万石の藩主となる悲願を既に死去していた経幹が叶えることとなった。
その上で明治元年12月28日（1869年2月9日）に「経幹が長男の経健に家督を譲って隠居した」こととして、3か月後の明治2年3月20日（1869年5月1日）になって、経幹の死が発表された。法号は有挌院春山玄静、墓所は山口県岩国市横山の洞泉寺山墓地にある。

## 系譜
- 父：吉川経章（1794-1844）
- 母：梅（?-1867） - 清操院、長井元簡娘
- 正室：延子（1835-1891） - 木下利愛娘
- 側室：井上円治娘（1832-1894）
  - 長男：友千代（1852-1854）
  - 次男：吉川経健（1855-1909）
  - 長女：数子（1856-1858）
  - 三男：吉川重吉（1860-1915）